# 250년

## 연호
- 위(魏) 가평(嘉平) 2년
- 촉(蜀) 연희(延熙) 13년
- 오(吳) 적오(赤烏) 13년

## 기년
- 위(魏) 소제(少帝) 11년
- 촉(蜀) 후주(後主) 28년
- 오(吳) 대제(大帝) 29년
- 신라(新羅) 첨해 이사금(沾解泥師今) 4년
- 고구려(高句麗) 중천왕(中川王) 3년
- 백제(百濟) 고이왕(古爾王) 17년